# Campeonato Europeo de Lucha de 1935
El XII Campeonato Europeo de Lucha se celebró en el año 1935 en dos sedes distintas. Las competiciones de lucha grecorromana en Copenhague (Dinamarca) y las de lucha libre en Bruselas (Bélgica).

## Resultados

### Lucha grecorromana
| Evento | Oro                       | Plata                            | Bronce                    |
| ------ | ------------------------- | -------------------------------- | ------------------------- |
| 56 kg  | Herman Tuvesson · Suecia  | Antonín Nič Checoslovaquia       | Esko Hjelt · Finlandia    |
| 61 kg  | Sebastian Hering Alemania | Hermanni Pihlajamäki · Finlandia | Aage Meier Dinamarca      |
| 66 kg  | Lauri Koskela · Finlandia | Abraham Kurland Dinamarca        | Wolfgang Ehrl Alemania    |
| 72 kg  | Rudolf Svedberg · Suecia  | Fritz Schäfer Alemania           | Antti Mäki · Finlandia    |
| 79 kg  | Ivar Johansson · Suecia   | Josef Paar Alemania              | Béchir Bouazzat Francia   |
| 87 kg  | Axel Cadier · Suecia      | Paul Böhmer Alemania             | August Neo Estonia        |
| +87 kg | Kurt Hornfischer Alemania | Hjalmar Nyström · Finlandia      | Alberts Zvejnieks Letonia |

### Lucha libre
| Evento | Oro                            | Plata                            | Bronce                  |
| ------ | ------------------------------ | -------------------------------- | ----------------------- |
| 56 kg  | Marcello Nizzola Italia        | Márton Lőrincz Hungría           | Jakob Brendel Alemania  |
| 61 kg  | Kustaa Pihlajamäki · Finlandia | Ferenc Tóth Hungría              | Adalberto Taucer Italia |
| 66 kg  | Károly Kárpáti Hungría         | Hermanni Pihlajamäki · Finlandia | Wolfgang Ehrl Alemania  |
| 72 kg  | Stig Andersson · Suecia        | Fritz Schäfer Alemania           | Willy Angst · Suiza     |
| 79 kg  | Ivar Johansson · Suecia        | Eugen Angst · Suiza              | Kálmán Sóvári Hungría   |
| 87 kg  | Edvard Virág Hungría           | Axel Cadier · Suecia             | August Neo Estonia      |
| +87 kg | Karl Hegglin · Suiza           | Kurt Hornfischer Alemania        | Nils Åkerlindh · Suecia |

## Medallero
| Núm. | País           | Oro | Plata | Bronce | Total |
| ---- | -------------- | --- | ----- | ------ | ----- |
| 1    | Suecia         | 6   | 1     | 1      | 8     |
| 2    | Alemania       | 2   | 5     | 3      | 10    |
| 3    | Finlandia      | 2   | 3     | 2      | 7     |
| 4    | Hungría        | 2   | 2     | 1      | 5     |
| 5    | Suiza          | 1   | 1     | 1      | 3     |
| 6    | Italia         | 1   | 0     | 1      | 2     |
| 7    | Dinamarca      | 0   | 1     | 1      | 2     |
| 8    | Checoslovaquia | 0   | 1     | 0      | 1     |
| 9    | Estonia        | 0   | 0     | 2      | 2     |
| 10   | Francia        | 0   | 0     | 1      | 1     |
| 10   | Letonia        | 0   | 0     | 1      | 1     |
|      | TOTAL          | 14  | 14    | 14     | 42    |